# Leonid Skipietrow
Leonid Nikołajewicz Skipietrow, ros. Леонид Николаевич Скипетров (ur. 23 marca 1883 w guberni wileńskiej, zm. 22 sierpnia 1956 w Los Angeles) – rosyjski wojskowy (generał major), emigracyjny działacz kombatancki.
Ukończył gimnazjum, zaś w 1904 r. szkołę wojskową w Wilnie. Służył w 170 Mołodeczynskim Pułku Piechoty. Uczestniczył w wojnie rosyjsko-japońskiej w szeregach 98 Juriewskiego Pułku Piechoty. Został ranny. Po powrocie do Rosji ponownie służył w 170 Mołodeczynskim Pułku Piechoty. Brał udział w I wojnie światowej jako dowódca kompanii macierzystego pułku. Dowodził w stopniu pułkownika 170 Pułkiem Piechoty. W 1917 r. przewodniczył monarchistycznemu Związkowi Kawalerów Gieorgijowskich. Jednocześnie pełnił obowiązki generała do specjalnych poruczeń przy głównodowodzącym wojskami Irkuckiego Okręgu Wojskowego. Podczas wydarzeń rewolucyjnych zorganizował w Irkucku straż obywatelską. W grudniu 1917 r. dowodził powstaniem junkrów przeciwko bolszewikom. Na początku stycznia 1918 r. wstąpił do nowo formowanych wojsk Białych na Syberii. Objął funkcję szefa sztabu Specjalnego Oddziału Mandżurskiego, a następnie zastępcy do spraw politycznych i dyplomatycznych oraz zaopatrzenia wojskowego atamana gen. Gieorgija M. Siemionowa. Od jesieni 1918 r. w stopniu generała majora dowodził 9 Wschodnio-Syberyjską Dywizją Strzelecką. W 1919 r. był inspektorem piechoty i wyszkolenia wojskowego Armii Dalekowschodniej, a następnie komendantem Zabajkalskiego Rejonu Wojskowego. Został ranny. Pod koniec grudnia 1919 r. objął dowodzenie oddziału wojskowego, którego zadaniem było oswobodzenie adm. Aleksandra W. Kołczaka, więzionego w Irkucku. Po klęsce wojsk Białych przedostał się do Polski, gdzie zamieszkał w Warszawie. Następnie przeniósł się do USA, gdzie współtworzył Południowo-Kalifornijski Oddział Związku Rosyjskich Inwalidów Wojennych.